# Лысая Гора (Ивано-Франковская область)
Лысая Гора (укр. Лиса Гора) — село в Тлумачской городской общине Ивано-Франковского района Ивано-Франковской области Украины.
Население по переписи 2001 года составляло 294 человека. Занимает площадь 4,68 км². Почтовый индекс — 78020. Телефонный код — 03479.

## История
Село входило в сельский совет Кутища

## Население
- 1989 год 298 человек
- 2001 год 289 человек
- 2022 год 292 человек[2]